# Starwings Basket Regio Basel
Die Starwings Basket Regio Basel sind ein Schweizer Basketballverein aus Birsfelden, einem Vorort von Basel. Die erfolgreiche Herrenmannschaft spielt seit 2005 in der A-Staffel der Basketball-Nationalliga. Zuletzt wurden sie 2010 Schweizer Pokalsieger.

## Geschichte
Die Organisation, welche aus den beiden Vereinen BC Arlesheim und CVJM Birsfelden hervorging, wurde im Jahr 2002 gegründet. Bis zu ihrem Aufstieg spielten die Starwings Baskets in der Nationalliga B, ab 2005 in der Nationalliga A. Die Starwings sind momentan die einzige professionelle Basketballmannschaft aus der Deutschschweiz.

### Saisons
Saison 2002/2003 (Nationalliga B)
Headcoach: Brasa Belic, Assistant Coach: Roland Pavloski
5. Platz nach der 3. Runde, im Play-off-Halbfinal gegen Meyrin ausgeschieden. Kader: Davor Cvijetic, Bozidar Cvijetic, Dominic und Daniel Stark, Ivan Ivankovic, Harold Jackson, Ahmad Allahgholi, Matija Petrovic, Semih Kutluca, Oliver Wolf, Alexander Eghan, Christoph Aline, Andreas Mattle, Pascal Kaufmann, Laki Mitsas, Roland Pavloski
Saison 2003/2004 (Nationalliga B)
Headcoach: Zelimir Kovacevic
5. Platz nach der 4. Runde, im Play-off-Halbfinal gegen Vacallo ausgeschieden. Team: Davor Cvijetic, Bozidar Cvijetic (ca. 1 Monat), Ahmad Allahgholi (1/2 Saison), Matija Petrovic, Laki Mitsas (1/2 Saison), Roland Pavloski, Sener Arslan, Michael Hadziselimovic (1/2 Saison), Eduard Holub (3/4 Saison), Michel Portmann, Sandro Tavella (sporadisch), Robert Rakovic
Saison 2004/05 (Nationalliga B)
Headcoach: Pascal Donati, Assistantcoach: Roland Pavloski
2. Platz hinter Vacallo. 2-0 Siege gegen Massagno im 1/4-Final, 2-0 Siege gegen Reussbühl im 1/2-Final, 2-1 Niederlage gegen Vacallo im Final. Vacallo verzichtet auf den Aufstieg, die Starwings steigen auf. Team: Davor Cvijetic, Roland Pavloski, Michel Portmann, Reto Schwaiger, Daniel Stark, Dominic Stark, Eric Morris, Petar Pijanovic, Marc Stadelmann, Sener Arslan, Alexander Eghan, Fredrik Beckius ab Feb. 05 bis Saisonende, Theo Botter, Daniel Colovic
Saison 2005/06 (Nationalliga A)
Headcoach: Pascal Donati, Assistantcoach: Roland Pavloski
5. Rang in der Meisterschaft, im Schweizer Cup 1/2-Final und Liga Cup 1/2-Final gegen Lugano ausgeschieden. In den Playoffs im 1/4-Final gegen Monthey ausgeschieden. Team: Oezkan Kirmaci, Mike Coffin, Davor Cvijetic, Danijel Eric, Theo Botter, Alexis Eghan, Markus Oertelt, Sener Arslan, Matija Petrovic, Vladimir Vujcic, Michel Portmann, Raymond Henderson, Bruce Fields, Patrik Koller, Daniel Colovic, Basil Schweizer, Marco Mangold, Jonas Lutz
Saison 2006/07 (Nationalliga A)
Headcoach: Pascal Donati, Assistantcoach: Roland Pavloski
3. Rang in der Meisterschaft, im Schweizer Cup 1/2-Final auswärts gegen Fribourg Olympic ausgeschieden. Im Liga-Cup 1/4-Final gegen Sion Hérens ausgeschieden. In den Playoffs im 1/4-Final gegen Geneva Devils ausgeschieden. Team: Oezkan Kirmaci, Mike Coffin, Marcus Hett, Dominic Stark, Yves Schneuwly, Fabian Winzeler, Nenad Delic, Ivan Brosko, Jared McCurry, Raymond Henderson, Michel Portmann, Marco Mangold, Jonas Lutz, Niels Matter
Saison 2007/08 (Nationalliga A)
Headcoach: Pascal Donati, Assistantcoach: Roland Pavloski
3. Rang in der Meisterschaft, im Schweizer Cup 1/2-Final zu Hause gegen Lugano Tigers ausgeschieden. Im Liga-Cup-Final gegen Fribourg Olympic verloren. In den Playoffs 1/2-Finals im fünften Spiel mit 74:68 gegen Lugano auswärts ausgeschieden. Team: Simon Lüscher, Mike Coffin, Marcus Hett, Dominic Stark, Reto Schwaiger, Luca Schwarz, Anthony Mc Crory, Jared Mc Curry, Sheray Thomas, Niels Matter, Ray Henderson, Christophe Aline, Basil Schweizer, Sener Arslan
Saison 2008/09 (Nationalliga A)
Headcoach: Pascal Donati, Assistantcoach: Stacey Nolan
6. Rang in der Meisterschaft, im Schweizer Cup 1/4-Final auswärts gegen Geneva Devils ausgeschieden. Im Liga-Cup-Final gegen im 1/4-Final auswärts gegen Nyon ausgeschieden. In den Playoffs 1/4-Finals im fünften Spiel auswärts gegen Lugano ausgeschieden. Team: Hansjörg Schützinger, Mike Coffin, Marcus Hett, Marco Mangold, Joel Fuchs, Anthony McCrory, Amein Wright, Daniel Nyom, Sheray Thomas, Nils Menck, Boris Smiljic
Saison 2009/10 (Nationalliga A)
Headcoach: Patrick Koller, Assistantcoach: Danijel Eric
4. Rang in der Meisterschaft, im Liga-Cup-Final gegen im 1/4-Final auswärts gegen SAV Vacallo Basket ausgeschieden. Sieg im Cupfinal gegen SAV Vacallo Basket. Team: Valentin Wegmann, Marcus Sloan, Joel Fuchs, Roman Albrecht, Nenad Delic, Jordan Hasquet, Tony Brown, Vernard Hollins, Marcus Hett, Maxime Jaquiier, Tony McCrory, Severin Beltinger, Marvin Kangsen, Simon Lüscher.

### Erfolge
- Aufstieg in die Nationalliga A: 2005
- Schweizer Cup (2-mal): 1969 (als CVJM Birsfelden), 2010